# Blue Stinger
Blue Stinger es un videojuego de terror lanzado en 1999 para la consola Dreamcast. Este fue localizado en América del Norte por Activision.
Este fue lanzado en América del Norte nueve días antes de la Dreamcast, que se requería para jugar el juego.

## Historia
Hace 65 millones de años, un meteorito se estrella en la península de Yucatán, acabando con los dinosaurios y pavimentando el camino para los seres humanos. Ahora, en 2000, una isla emerge donde el meteorito se cree que había aterrizado y se le concede el nombre de "Isla de los Dinosaurios". Una empresa de biotecnología lleva la tienda a la isla. En 2018, Eliot Ballade, un miembro de la élite de las fuerzas ESER, está de vacaciones cerca de la isla de los dinosaurios cuando algo cae del cielo y deja a la isla sellada bajo una misteriosa cúpula de energía. Cuando un misterioso, etéreo llamado Nefilim demuestra perseguir a Ballade para cazar, se lo toma a sí mismo para resolver el enigma de la Isla de los Dinosaurios.